# طيران الخيالة

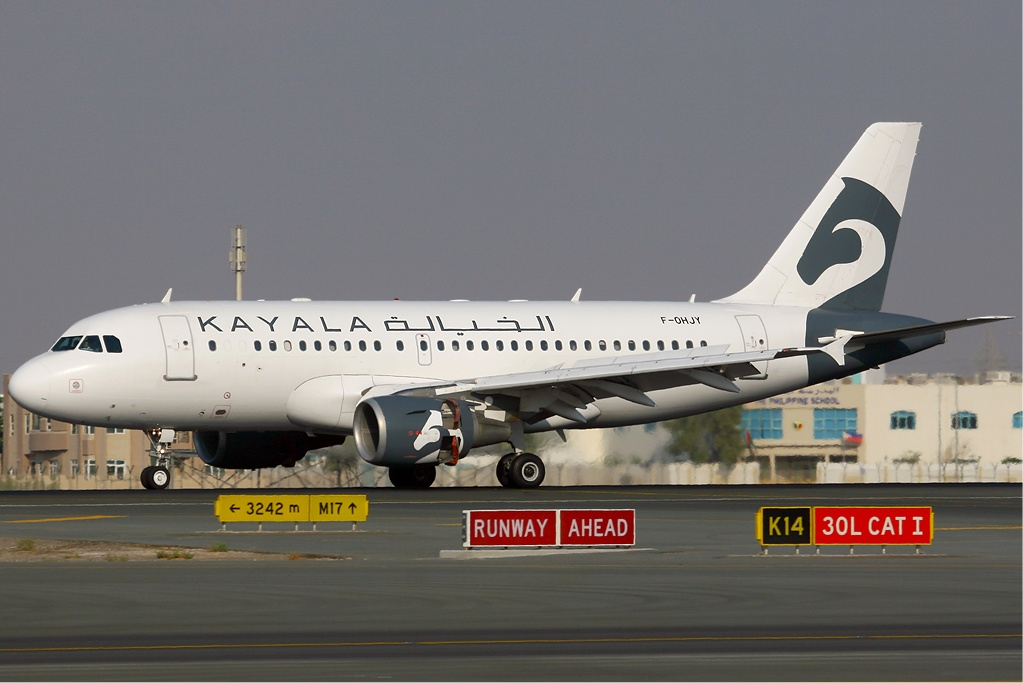
طائرة إيرباص إيه 319 للخيالة

طيران الخيالة هي شركة طيران سابقة كان مقرها في جدة في المملكة العربية السعودية وكان مطار الملك عبد العزيز الدولي مركزًا رئيسًا لعملياتها.

## التاريخ
بدأ تشغيل الشركة في 16 يوليو 2005 وكانت مملوكة بالكامل من قِبل شركة الطيران السعودية طيران ناس.
في 1 أبريل 2009 أعلنت الشركة إفلاسها وتعليق جميع رحلاتها.

## الوجهات
السعودية
- جدة مطار الملك عبد العزيز الدولي
- الرياض مطار الملك خالد الدولي

الإمارات العربية المتحدة
- دبي مطار دبي الدولي